# Куће тршчаре у Улици краљевића Марка у Новом Саду
Куће тршчаре у Улици краљевића Марка у Новом Саду су пет објеката на адресама 24, 26, 26а, 28 и 30. Тршчаре су изграђене крајем 17. и почетком 18. века и важе за једне од најстаријих сачуваних стамбених објеката на подручију Новог Сада. Куће су 1998. године од стране Владе Републике Сбије проглашене за просторно културно-историјску целину, чиме као споменик културе спада под заштиту Републике Србије.